# Стара Россоха
Стара Россоха (пол. Stara Rossocha) — село в Польщі, у гміні Рава-Мазовецька Равського повіту Лодзинського воєводства.
Населення — 104 особи (2011).
У 1975-1998 роках село належало до Скерневицького воєводства.

## Демографія
Демографічна структура станом на 31 березня 2011 року:
|          | Загалом | Допрацездатний вік | Працездатний вік | Постпрацездатний вік |
| -------- | ------- | ------------------ | ---------------- | -------------------- |
| Чоловіки | 45      | 6                  | 31               | 8                    |
| Жінки    | 59      | 14                 | 30               | 15                   |
| Разом    | 104     | 20                 | 61               | 23                   |